# Adibettahalli, Tirumakudal Narsipur
Adibettahalli là một làng thuộc tehsil Tirumakudal Narsipur, huyện Mysore, bang Karnataka, Ấn Độ.